# Kankossa
Kankossa è uno dei tre comuni del dipartimento di Kankossa, situato nella regione di Assaba in Mauritania. Contava 11.083 abitanti nel censimento della popolazione del 2000.